# Megaloproctus brasiliensis
Megaloproctus brasiliensis är en stekelart som först beskrevs av Szepligeti 1902.  Megaloproctus brasiliensis ingår i släktet Megaloproctus och familjen bracksteklar. Inga underarter finns listade i Catalogue of Life.